# 김민서 (2006년)
김민서(2006년 4월 14일~)는 대한민국의 배우이다.

## 학력
- 2019년~ 아현중학교

## 출연

### 방송

#### 드라마
- 2014년 MBC 《제왕의 딸 수백향》
- 2014년 TvN 《마녀의 연애》
- 2014년 MBC 《MBC 드라마 페스티벌 - 내 인생의 혹》 - 경숙 역
- 2014년 MBC 《왔다! 장보리》
- 2016년 SBS 《사랑은 방울방울》 - 은희 역

#### 어린이
- 2013년 EBS 1TV 《모여라 딩동댕》

### 영화
- 2014년 《나의 패밀리》 (단편 영화) - 수아 역
- 2015년 《그놈이다》 - 서수지 역
- 2015년 《조선마술사》 - 바둑 아이 역
- 2016년 《오빠생각》 - 주원 역
- 2017년 《대립군》 - 강계마을 아이들 역
- 2017년 《부라더》 - 초딩 1 역
- 2017년 《나만 없는 집》 (단편 영화) - 세영 역
- 2018년 《성장통》 (단편 영화) - 민아 역
- 2018년 《선아》 (단편 영화)
- 2020년 《엘리트》 (단편 영화) - 아영 역

## 수상
- 2017년 제16회 미쟝센 단편 영화제 연기부문 심사위원특별상(나만 없는 집)
- 2017년 제17회 대한민국청소년영화제 우수연기상(나만 없는 집)
- 2017년 제7회 충무로 단편 영화제 비경쟁부문 여자 아역상(나만 없는 집)